# Razred (taksonomija)
Razred (classis) je jedna od hijerarhijskih stepenica u sistematici biologije. Nalazi se između koljena i reda. U nekim slučajevima se više razreda svrstava u nadrazred. Osim toga, razred se može podijeliti i u podrazrede, a u zoologiji se dodatno koristi i pojam infrarazred ili djelomični razred ako je potreban takson između podrazreda i nadreda.
Tako se kralježnjaci (Vertebrata) tradicionalno dijele u sljedeće razrede:
- kružnouste Cyclostomata
- hrskavičnjače -Chondrichtyes
- koštunjače - Osteichthyes
- vodozemci - Amphibia
- gmazovi - Reptilia
- ptice - Aves
- sisavci - Mammalia

Položaj morskih štakora odnosno himera, dinosaura i pterosaura još nije nedvosmisleno utvrđen, jesu li zasebni razredi ili dijelovi razreda hrskavičnjača (morski štakori odnosno himere), a dinosauri i pterosauri dio razreda gmazova.

## Popis razreda živog svijeta
- Acantharia
- Acidobacteria
- Acoela
- Actinobacteria
- Actinopterygii
- Adenophorea
- Agaricomycetes
- Agaricostilbomycetes
- Alphaproteobacteria
- Amphibia
- Anaerolineae
- Andreaeopsida
- Anopla
- Anthocerotopsida
- Anthozoa
- Aplacophora
- Appendicularia
- Aquificae
- Arachnida
- Archaeoglobi
- Archiacanthocephala
- Archoophora
- Arthoniomycetes
- Ascidiacea
- Asteroidea
- Atractiellomycetes
- Aves
- Bacillariophyceae
- Bacilli
- Bacteroidetes
- Bangiophyceae
- Betaproteobacteria
- Bicosoecophyceae
- Bivalvia
- Blastocladiomycetes
- Bodonophyceae
- Bolidophyceae
- Branchiopoda
- Bryopsida
- Bryopsidophyceae
- Calcarea
- Caldilineae
- Cephalaspidomorphi
- Cephalocarida
- Cephalochordata
- Cephalopoda
- Cestoda
- Charophyceae
- Chilopoda
- Chlamydiae
- Chlorarachniophyceae
- Chlorobia
- Chloroflexi
- Chlorophyceae
- Chrysiogenetes
- Chrysophyceae
- Chytridiomycetes
- Classiculomycetes
- Clitellata
- Clostridia
- Collembola
- Colpodea
- Compsopogonophyceae
- Conoidasida
- Coscinodiscophyceae
- Craniata
- Craspedophyceae
- Crinoidea
- Cryptomycocolacomycetes
- Cryptophyceae
- Cubozoa
- Cyanidiophyceae
- Cycadopsida
- Cyrtophoria
- Cystobasidiomycetes
- Dacrymycetes
- Deferribacteres
- Deinococci
- Deltaproteobacteria
- Demospongiae
- Dictyochophyceae
- Dictyoglomi
- Dictyosteliomycetes
- Dinophyceae
- Diplopoda
- Diplura
- Dothideomycetes
- Ebriophyceae
- Echinoidea
- Elasmobranchii
- Enopla
- Enteropneusta
- Entognatha
- Entorrhizomycetes
- Eoacanthocephala
- Epsilonproteobacteria
- Equisetopsida
- Eucycliophora
- Euglenida
- Eurotatoria
- Eurotiomycetes
- Eustigmatophyceae
- Eutardigrada
- Exobasidiomycetes
- Fibrobacteres
- Filicopsida
- Filosia
- Flavobacteria
- Florideophyceae
- Fragilariophyceae
- Fusobacteria
- Gammaproteobacteria
- Gastropoda
- Gemmatimonadetes
- Ginkgoopsida
- Glaucophyceae
- Glomeromycetes
- Gnetopsida
- Granuloreticulosea
- Gymnolaemata
- Gymnostomatea
- Halobacteria
- Haplomitriopsida
- Haplosporea
- Heliozoa
- Heterolobosea
- Heterotardigrada
- Heterotrichea
- Hexactinellida
- Hexamitophyceae
- Holocephali
- Holothuroidea
- Homoscleromorpha
- Hydrozoa
- Hyphochytriomycetes
- Hypotrichea
- Insecta
- Jungermanniopsida
- Karyorelictea
- Kinetofragminophora
- Klebsormidiophyceae
- Laboulbeniomycetes
- Labyrinthulea
- Labyrinthulea
- Lecanoromycetes
- Leiosporocerotopsida
- Lentisphaerae
- Leotiomycetes
- Lichinomycetes
- Liliopsida
- Lingulata
- Litostomatea
- Lobosa
- Lycopodiopsida
- Magnoliopsida
- Malacostraca
- Mammalia
- Marchantiopsida
- Maxillopoda
- Merostomata
- Mesomycetozoea
- Mesostigmatophyceae
- Mesotardigrada
- Methanobacteria
- Methanococci
- Methanomicrobia
- Methanopyri
- Microbotryomycetes
- Microsporea
- Mixiomycetes
- Mollicutes
- Monoblepharidomycetes
- Monoplacophora
- Myxini
- Myxomycetes
- Myxosporea
- Nassophorea
- Nemertodermatida
- Neocallimastigomycetes
- Neolectomycetes
- Neoophora
- Nitrospira
- Nuda
- Oligohymenophorea
- Oligotrichea
- Oomycetes
- Ophiuroidea
- Orbiliomycetes
- Ostracoda
- Palaeacanthocephala
- Pararotatoria
- Pauropoda
- Pedinophyceae
- Pelagophyceae
- Perkinsea
- Pezizomycetes
- Phaeophyceae
- Phascolosomatidea
- Phylactolaemata
- Phyllopharyngea
- Phytomastigophora
- Phytomyxea
- Pinguiophyceae
- Pinopsida
- Planctomycetacia
- Pleurastrophyceae
- Pneumocystidomycetes
- Polychaeta
- Polycystina
- Polyplacophora
- Prasinophyceae
- Prostomatea
- Protosteliomycetes
- Prymnesiophyceae
- Psamminida
- Psilopsida
- Pterobranchia
- Pucciniomycetes
- Pycnogonida
- Raphidophyceae
- Remipedia
- Reptilia
- Rhabditophora
- Rhodellophyceae
- Rhynchonellata
- Saccharomycetes
- Sarcopterygii
- Scaphopoda
- Schizocladiophyceae
- Schizosaccharomycetes
- Scyphozoa
- Secernentea
- Sipunculidea
- Somasteroidea
- Sordariomycetes
- Sphagnopsida
- Sphingobacteria
- Spirochaetes
- Spirotrichea
- Sporozoa
- Stannomida
- Staurozoa
- Stenolaemata
- Synurophyceae
- Taphrinomycetes
- Tentaculata
- Thaliacea
- Thermococci
- Thermodesulfobacteria
- Thermomicrobia
- Thermoplasmata
- Thermoprotei
- Thermotogae
- Trebouxiophyceae
- Trematoda
- Tremellomycetes
- Trypanosomatidae
- Turbellaria
- Ulvophyceae
- Ustilaginomycetes
- Verrucomicrobiae
- Wallemiomycetes
- Xanthophyceae
- Zoomastigophora
- Zygnematophyceae
- Zygomycetes